# Agathia diplochorda
Agathia diplochorda là một loài bướm đêm trong họ Geometridae.